# Aphantophryne nana
Aphantophryne nana  es una especie de anfibio anuro de la familia Microhylidae. 

## Distribución geográfica
Es endémica de la isla de Camiguín en Filipinas, donde se encuentra en altitudes entre los 300 y 1200 metros. Es una rana arbóreas y del sotobosques que habita por lo general bosques montanos húmedos primarios, aunque también puede ser encontrada con menor frecuencia en bosques secundarios y otras zonas alteradas. Se reproduce por desarrollo directo y pone sus huevos debajo de musgo en el suelo del bosque.